# Ланды (лес)
Ланды (фр. forêt des Landes) — обширный лесной массив на юго-западе Франции в регионе Аквитания. Благодаря занимаемой площади около 1 миллиона гектаров этот лесной массив является самым крупным на территории Западной Европы.
Окаймлённые атлантическим побережьем Франции (Серебряный берег), Леса Ландов имеют форму крупного треугольника, расположенного на территории трёх департаментов (Жиронда, Ланды и Ло и Гаронна), а вершины которого приходятся на мыс Пуант-де-Грав (на севере), на коммуны Оссегор (на юге) и Нерак (на востоке).
Большая часть лесного массива находится в частной собственности, но несколько участков вдоль приливного побережья принадлежат государству.

## Виды деревьев

### Сосна приморская
Основную часть лесных насаждений составляет приморская сосна. Она растёт на площади примерно в 950 000 гектаров.
В отличие от большинства других европейских лесов, Лес Ландов почти полностью является искусственным насаждением. Массовая высадка сосен на территории природной области Пеи-де-Бюш была предпринята в XVIII веке с целью остановки продвижения зыбучих песков и осушения почвы. Такие искусственные лесопосадки обладают важными особенностями:
- На территории массива имеются лесные участки, где все деревья были высажены в одно время и, следовательно, имеют один возраст и одинаковую высоту (в отличие от естественных лесов).
- Лесные участки покрыты сетью просек, прорубленными, в том числе, для ограничения распространения огня и облегчения доступа пожарных бригад, на расстоянии километра друг от друга.

### Дуб
Вместе с соснами в лесах Ландов хорошо уживаются другие виды деревьев, к примеру дуб, представленный здесь несколькими видами:
- Дуб черешчатый (или белый дуб)
- Дуб пиренейский (или чёрный дуб)
- Дуб пробковый
- Дуб каменный (незначительное присутствие на побережье Жиронды).

## Угрозы

### Пожары

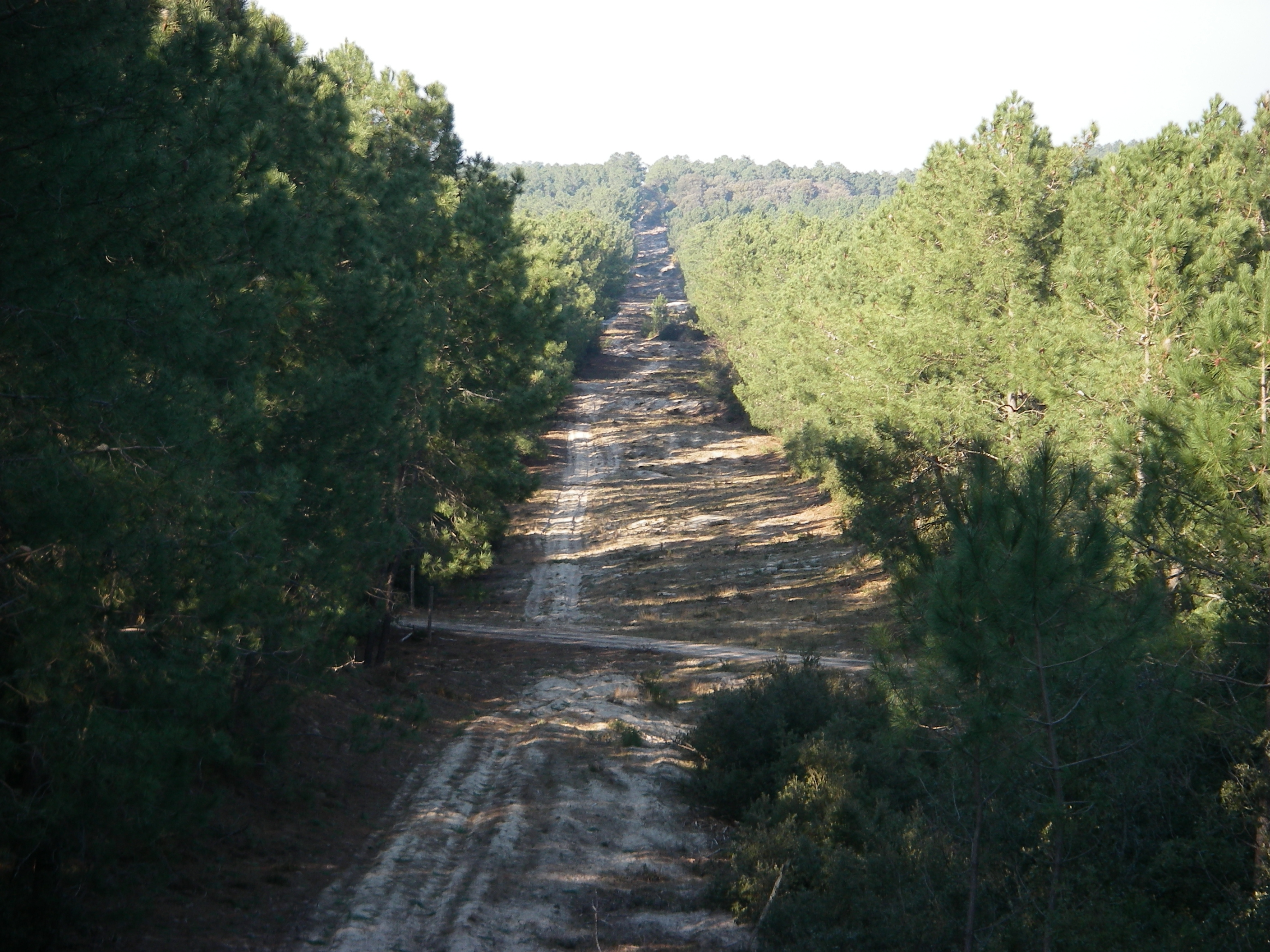
Противопожарная просека

На территории лесов Ландов предприняты специфичные меры, направленные на снижение риска потерь от лесных пожаров, а именно, построены наблюдательные вышки, устроены бассейны с водой, проложены просеки и прочее.
В ходе крупных пожаров 1950-х годов в Лесу Ландов было утрачено свыше 300 000 гектаров лесных насаждений. Количество пожаров и тяжесть их последствий в Лесу Ландов значительно сократилось после последних катастроф 1950-х и 1960-х годов, главным образом благодаря принятию противопожарных мер в лесу, которые образуют естественные барьеры на пути распространения огня. Ширина просек составляет не менее длины двух уложенных сосен, что позволяет останавливать распространение пламени при пожаре.

### Санитария леса
Как правило, леса с преобладанием одного вида деревьев менее устойчивы к климатическим испытаниям и в них быстрее размножаются вредные насекомые и грибки. В лесах Ландов регулярно проводятся исследования и эксперименты, целью которых является усложнение и повышение разнообразия лесонасаждений для увеличения природной сопротивляемости деревьев.